# Cavillon
Cavillon is een gemeente in het Franse departement Somme (regio Hauts-de-France) en telt 109 inwoners (2009). De plaats maakt deel uit van het arrondissement Amiens.

## Geografie
De oppervlakte van Cavillon bedraagt 5,3 km², de bevolkingsdichtheid is dus 20,6 inwoners per km².
De onderstaande kaart toont de ligging van Cavillon met de belangrijkste infrastructuur en aangrenzende gemeenten.

## Demografie
Onderstaande figuur toont het verloop van het inwonertal (bron: INSEE-tellingen).